# Río Combarbalá
El río Combarbalá es un curso natural de agua que nace en la precordillera de Los Andes y fluye en la Región de Coquimbo hasta desembocar en el embalse Cogotí.

## Trayecto
El río nace en la precordillera y esta sometido a prolongados estiajes.: 279  Bordeal la ciudad de Combarbalá por el noreste y poco antes de se desembocadura en el embalse, se junta con el estero Pama.: 57 
En su trayecto esta cruzado por el puente ferroviario El Parral, en desuso.

## Caudal y régimen
La hoya de los ríos Grande, Mostazal, Tascadero, Guatulame, Cogotí, Combarbalá y Pama tienen un régimen nival con influencia pluvial en la parte baja de la cuenca: los mayores caudales se presentan entre octubre y diciembre, debido a los importantes aportes nivales, salvo en la estación Guatulame en el Tome, ubicada en la desembocadura del río homónimo en el embalse La Paloma, que muestra importantes caudales tanto en invierno y primavera. El período de estiaje es común a toda la subcuenca y ocurre en el trimestre dado por los meses de marzo, abril y mayo.: 62 

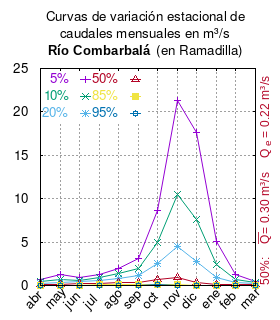
Curvas de variación estacional del río Combarbalá en Ramadillas.

El caudal del río (en un lugar fijo) varía en el tiempo, por lo que existen varias formas de representarlo. Una de ellas son las curvas de variación estacional que, tras largos periodos de mediciones, predicen estadísticamente el caudal mínimo que lleva el río con una probabilidad dada, llamada probabilidad de excedencia. La curva de color rojo ocre (con {\displaystyle {\color {Red}\vartriangle }}) muestra los caudales mensuales con probabilidad de excedencia de un 50 %. Esto quiere decir que ese mes se han medido igual cantidad de caudales mayores que caudales menores a esa cantidad. Eso es la mediana (estadística), que se denota Qe, de la serie de caudales de ese mes. La media (estadística) es el promedio matemático de los caudales de ese mes y se denota {\displaystyle {\overline {Q}}}.
Una vez calculados para cada mes, ambos valores son calculados para todo el año y pueden ser leídos en la columna vertical al lado derecho del diagrama. El significado de la probabilidad de excedencia del 5 % es que, estadísticamente, el caudal es mayor solo una vez cada 20 años, el de 10 % una vez cada 10 años, el de 20 % una vez cada 5 años, el de 85 % quince veces cada 16 años y la de 95 % diecisiete veces cada 18 años. Dicho de otra forma, el 5 % es el caudal de años extremadamente lluviosos, el 95 % es el caudal de años extremadamente secos. De la estación de las crecidas puede deducirse si el caudal depende de las lluvias (mayo-julio) o del derretimiento de las nieves (septiembre-enero).

## Historia
Francisco Solano Asta-Buruaga y Cienfuegos escribió en 1899 en su obra póstuma Diccionario Geográfico de la República de Chile sobre el río:
Combarbalá (Río de).-—Corre al través del departamento de su nombre, y tiene nacimiento á unos 20 kilómetros al SE. de su capital en la vertiente boreal de la sierra Curimávida, desde donde se dirige hacia el NO. por quebradas de la serranía alta de esa parte hasta caer al valle de Ramadilla. Aquí deja unas pequeñas lagunas, pasa después bañando aquella población, recibe más abajo el riachuelo de Pama y va al cabo de pocos kilómetros á juntarse con el Cogotí por los 31º 05' Lat. y 71° 06' Lon. Desde este punto toma hacia el N. y sigue por Guatulame, cuya denominación suele dársele, y continúa más ó menos en la misma dirección hasta confluir primero con el Río Grande y luego con el Guamalata, para formar el río de Ovalle ó Limarí.